# 삼십본산연합사무소
삼십본산연합사무소(三十本山聯合事務所)는 일제강점기 초기의 불교계 중앙 기관이다.
조선총독부는 한일 병합 조약 체결 후 사찰령을 반포하여, 그동안 독립적, 개별적으로 운영되던 조선의 불교 사찰들을 계층적인 본말사 체제에 속하도록 재편했다. 새로운 체제 하에서 전국에 삼십 개의 본사가 생겨났다. 삼십본산연합사무소는 이들 본사를 통괄하는 중심기관으로 설립되었다.
1915년 1월에 조선총독부의 인가를 받아 창립되었고, 1922년에 조선불교중앙교무원이 설치되면서 폐지되었다. 삼십본산연합사무소는 용주사 주지 강대련 등 친일 성향이 강한 승려들이 중심이 되었으며, 조선총독부의 지원을 받았다.
이러한 성격은 설립 당시 고문으로 조선귀족이 다수 영입된 것으로도 분명해진다. 후작 이재각, 이해창, 이해승, 윤택영, 박영효와 백작 이지용, 민영린 등 조선귀족 20여 명이 고문으로 참여했고, 조선총독부 중추원 찬의들도 포함되었다. 회주는 자작 권중현, 부회주는 남작 한창수, 평의원장은 백작 이완용이 맡았다.
삼십본산연합사무소의 위원장을 두 차례나 역임한 강대련이 1919년에 조선 승려를 조선이나 일본 왕족과 결혼시키자는 내용의 의견서를 사이토 마코토 총독에게 제출하여 물의를 빚기도 했다. 3·1 운동 때도 당시 삼십본산연합사무소 위원장인 김용곡이 항일 시위에 참여하는 불교도와 승려를 비하하고 타이르는 내용의 경고문을 발표한 바 있다.

## 역대 위원장
- 초대 : 강대련 (용주사 주지)
- 제2대 : 강대련
- 제3대 : 김구하 (통도사 주지)
- 제4대 : 김구하
- 제5대 : 김용곡 (범어사 주지)
- 제6대 : 강대련

## 같이 보기
- 조선불교중앙교무원

## 참고자료
- 친일인명사전편찬위원회 (2004년 12월 27일). 《일제협력단체사전 - 국내 중앙편》. 서울: 민족문제연구소. 553~555쪽쪽. ISBN 8995330724.